# Classification des propulseurs de fusées amateurs

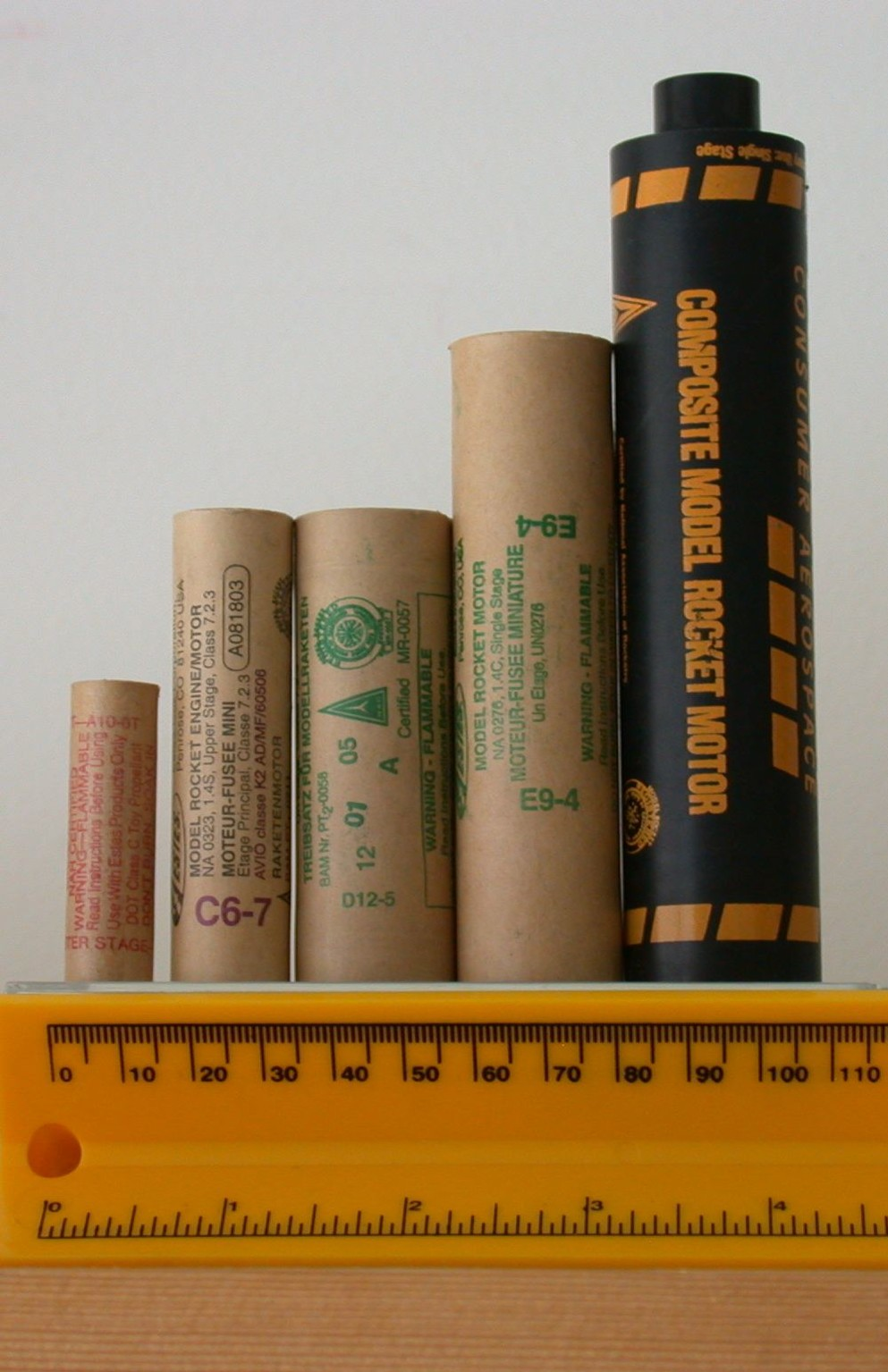
Différentes classes de propulseurs pour modèles réduits de fusées

Les propulseurs de fusées amateurs sont classés par une lettre. Chaque lettre correspond à une multiplication de puissance par 2.
Les micropropulseurs A, B, C sont classés en articles pyrotechniques de divertissement catégories K1 et K2 :
N° ONU : 0431 
Classe de risque (pour le transport) : 1.4 G
| Class | Impulsion Totale (Système métrique) | Impulsion Totale (Système impérial) |
| ----- | ----------------------------------- | ----------------------------------- |
| A     | 1.26 - 2.50 N.s                     | 0.29 - 0.56 lbf·s                   |
| B     | 2.51 - 5.0 N·s                      | 0.57 - 1.12 lbf·s                   |
| C     | 5.01 - 10 N·s                       | 1.13 - 2.24 lbf·s                   |
| D     | 10.01 - 20 N·s                      | 2.25 - 4.48 lbf·s                   |
| E     | 20.01 - 40 N·s                      | 4.49 - 8.96 lbf·s                   |
| F     | 40.01 - 80 N·s                      | 8.97 - 17.92 lbf·s                  |
| G     | 80.01 - 160 N·s                     | 17.93 - 35.96 lbf·s                 |
| H     | 160.01 - 320 N·s                    | 35.97 - 71.92 lbf·s                 |
| I     | 320.01 - 640 N·s                    | 71.93 - 143.83 lbf·s                |
| J     | 640.01 - 1280 N·s                   | 143.84 - 287.65 lbf·s               |
| K     | 1280.01 - 2,560 N·s                 | 287.66-575.3 lbf·s                  |
| L     | 2,560.01 - 5,120 N·s                | 575.31 - 1150.6 lbf·s               |
| M     | 5,120.01 - 10,240 N·s               | 1150.61 - 2301.2 lbf·s              |
| N     | 10240.01 - 20,480 N·s               | 2301.21 -4602.4 lbf·s               |
| O     | 20480.01 - 40,960 N·s               | 4602.41 - 9204.8 lbf·s              |